# 章昭達
章昭達（518年—572年1月19日），字伯达，南陈吴兴郡武康縣（今浙江省德清县西）人。

## 簡介
南梁侯景之乱，从乡里招募众人援救建康。侯景被平定，为吴兴太守陈蒨部将，备受信赖。陈蒨即位为陈文帝，命章昭達攻擊王琳、陈宝应，都立下大功，历任郢州、江州刺史。
臨海王时，章昭達定湘州刺史华皎，晋升为征南大将军。
陈宣帝时，率军征后梁萧岿，攻下安蜀城。太建二年（570年）以水師率領監軍徐儉、步軍都督錢道戢、將領胡鑠、任忠等將舉事的廣州刺史歐陽紇俘虜，斬於金陵。
太建三年十二月壬辰（572年1月19日），章昭達去世。其子章大宝、弟章昭裕。

## 延伸阅读
[在维基数据编辑]
 《陳書·卷11》，出自姚思廉《陳書》
 《南史/卷66》，出自李延壽《南史》

## 传記資料
- 《陈书》卷11 列傳第5
- 《南史》卷66 列傳第56

| 政府职务                       | 政府职务              | 政府职务                         |
| ------------------------------ | --------------------- | -------------------------------- |
| 空缺上一位持有相同頭銜者：徐度 | 南陳司空 570年－571年 | 空缺下一位持有相同頭銜者：吳明徹 |